# Catalogação na fonte

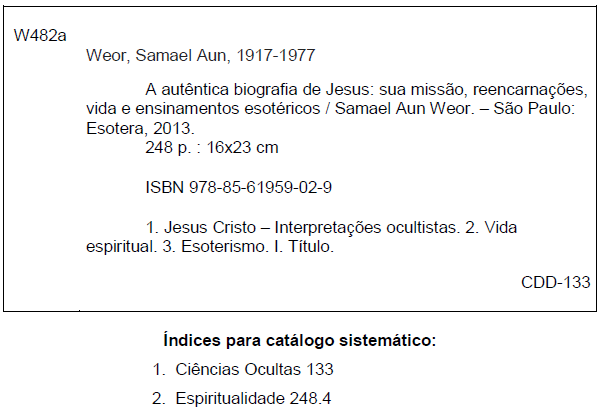
Exemplo de ficha catalográfica na catalogação na fonte.

A Catalogação na fonte, também conhecida como Catalogação na publicação ou CIP (Cataloging in Publication) surgiu em 1971 na Library of Congress (LC), e foi regrada no Brasil. Esse tipo de catalogação acompanha o livro, localiza-se impresso no verso da página-de-rosto e é feita quando o respectivo livro está em fase de impressão. Sendo conhecida mundialmente.

## No Brasil
O Brasil é o único país da América Latina que possui seu próprio programa de catalogação, desenvolvido pela iniciativa de Lydia de Queiroz Sambaquy, na época Diretora da Biblioteca do Departamento Administrativo do serviço Público (DASP). No Terceiro Encontro de Editores e Livreiros (1970) Serra Negra, obteve-se resultados positivos no sentido de despertar nos editores a necessidade,a importância e a ideia da catalogação em todos os livros publicados no Brasil. Também no Brasil, foram criadas duas centrais de catalogação na fonte: a Câmara Brasileira do Livro (CBL) e o Sindicato Nacional dos Editores de Livros (SNEL).

## Objetivos
A Catalogação na fonte objetiva a padronização dos dados descritivos, a criação e atualização das bibliografias de cada país, visando a uma atualização mais rápida dos catálogos; portanto propicia uma melhoria na qualidade da catalogação uniformizada além de identificar a autoria da obra.